# Barraca II (Ulldecona)
La Barraca II és una obra d'Ulldecona (Montsià) inclosa a l'Inventari del Patrimoni Arquitectònic de Catalunya.

## Descripció
Barraca de planta circular adossada a un marge de contenció. Al costat de la barraca hi ha una escala integrada al marge. La coberta és una falsa cúpula feta per aproximació de filades. La porta està orientada al sud-oest i té una llinda de pedra. La barraca està feta amb pedres sense desbastar, allargades i irregulars, unides sense morter.